# Janet Evanovich
Janet Evanovich (născută Janet Schneider, n. 22 aprilie 1943, în New Jersey) este o scriitoare americană de thriller.